# Балаковский уезд
Балаковский уезд — административно-территориальная единица в составе Самарской губернии РСФСР с центром в городе Балаково, существовавшая в 1919—1924 годах.
Де-факто Балаковский уезд выделился из состава Пугачёвского ещё в 1918 году, но это не было оформлено юридически. Законодательно Балаковский уезд был утверждён властями Самарской губернии 9 апреля 1919 года. Первоначально в уезд вошло 20 волостей:
| - Балаковская (количество жителей - 1247) - Быково-Отрогская (3691) - Дмитриевская (3263) - Еланская (5945) - Казенно-Маянгская (4560) - Каменно-Сарминская (2331) - Кормежская (2804) - Красноярская (2857) - Криволучье-Сурская (3255) - Кунье-Сарминская (1953) | - Мало-Быковская (4016) - Мало-Перекопновская (4075) - Натальинская (5340) - Никольская (9593) - Никольско-Казаковская (2607) - Новобельковская (2190) - Пылковская (6314) - Сулакская (9001) - Сухо-Отрогская (2533) - Хлебновская (6100) |

В сентябре 1919 года были упразднены Красноярская и Мало-Быковская волости.
30 апреля 1920 года из Пугачёвского уезда в Балаковский была передана Горяиновская волость.
8 декабря 1921 года создание Балаковского уезда было утверждено ВЦИК. В уезд вошло 20 волостей:
| - Балаковская - Быково-Отрогская - Горяиновская - Еланская - Казенно-Маянгская - Каменно-Сарминская - Кормежская - Красноярская - Криволучье-Сурская - Кунье-Сарминская | - Мало-Быковская - Мало-Перекопновская - Натальинская - Николаевская - Никольско-Казаковская - Ново-Бельковская - Пылковская - Сулакская - Сухо-Отрогская - Хлебновская |

В начале 1924 года число волостей в Балаковском уезда было сокращено до шести: Балаковско-Пригородная, Красно-Ярская, Криволучье-Сурская, Мало-Быковская, Николаевская и Сухо-Острожская.
8 мая 1924 года Балаковский уезд был упразднён, а его территория присоединена к Пугачёвскому уезду.